# Лазар Дамов
Лазар Дамов, изестен и като Лазо Дамовски Ошенски (на гръцки: Λάζαρος Αδαμόπουλος или Λάζαρος Ντάµος; на македонска литературна норма: Лазо Дамовски Ошенски), е гръцки и югославски комунистически деец, активист на славяномакедонските структури в Гърция през 1943 – 1944 година.

## Биография
Лазар Дамов е роден в 1897 година в костурското село Ошени, тогава в Османската империя, днес Инои, Гърция. С баща си ходи на гурбет в Гърция. В Лариса се включва в синдикалното движение и става член на ГКП. Избран е в ръководството на партията. Многократно е арестуван от полицията. Избухването на Втората световна война го заварва затворник в Акронавплия.
След разгрома на Гърция от Нацистка Германия на 30 юни 1941 година заедно с Андрей Чипов, Атанас Пейков, Лазар Търповски, Анастас Караджов и още 22 комунистически затворници от български произход Дамов е освободен по настояване на българското посолство в Атина пред германските окупационни власти. Това става след като те декларират пред властите българския си произход. Активно работи в организацията ЕАМ, секретар е на Окръжния комитет на ГКП в Лариса, а после в Парамития, Епир.
Завръща се в родния край и в края на 1943 година става активист на СНОФ за Костурско. От 12 април до разпускането на организацията в началото на май 1944 година е един от тримата секретари на Костурския окръжен комитет на СНОФ. Поради разногласия с ръководството на ГКП по македонския въпрос е свален от ръководни длъжности. След Споразумението от Варкиза се преселва в Югославия.
Заема редица почетни длъжности в Югославия, включително секретар на Сдружението на бежанците от Егейска Македония (1950-1954).
За разлика от други стари гръцки комунисти като Ставро Кочев, Вангел Койчев и Киряк Пилаев (Петър Пилаев) Лазар Дамов след 1943 година се проявява като привърженик на агресивните позиции на Югославия и ЮКП по отношение на Южна Македония.